# Телесистемы (компания)
Телесис.ру (ГК Телесистемы) — российская компания, разработчик и производитель электронной аппаратуры. Экспортирует продукцию более чем в 41 страну мира.

## Выпускаемая продукция
Компания производит более 100 различных устройств собственной разработки, среди которых:
- Профессиональные миниатюрные диктофоны «Edic-mini» (занесены в книгу рекордов Гиннесса как самые маленькие диктофоны в мире).
- Специальная серия диктофонов-бейджей для бизнеса и ритейла — «Свидетель», диктофоны-бейджи для речевой аналитики.
- Гаджеты и необычные аксессуары для дома и рабочего места: бинарные часы с радиолампами марки «CLO», светодиодные индикаторы и модули уровня CO2.
- Системы электронного голосования «Evote».
- Автоинформаторы.
- Системы бесключевого доступа «Страж ключ».

## История
Компания была создана в 1991 году как частное научно-производственное предприятие. В том же году был разработаны и запущены в серийное производство первые в России многофункциональные телефоны с АОН.
1993 год — создан первый в России АОН без сетевого питания.
1993—2000 годы — разработка и выпуск различных устройств для телефонии: телефоны с АОН, микроАТС, охранные устройства с оповещением по телефонной линии, системы защиты телефонных линий.
2000 год — выпуск первого миниатюрного цифрового диктофона «Edic-mini».
2004 год — диктофоны «Edic-mini» занесены в книгу рекордов Гиннесса как самые маленькие диктофоны в мире.
2006 год — диктофон «Edic-mini B21» подтвердил звание самого маленького диктофона в мире.

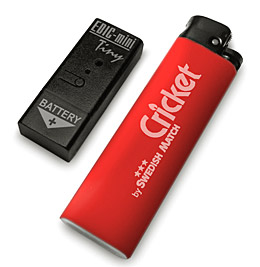
Цифровой диктофон «Edic-mini Tiny B21», занесённый в Книгу рекордов Гиннесса 2007

2007 год — американское авиа-космическое агентство NASA выбрало аудиовидеорекордер mAVR-1 для использования в составе аппаратуры для научного спутника «Фотон-М» для проведения биологических экспериментов.
2009 год — диктофон «EDIC-mini Tiny A31» получил сертификат Книги рекордов Гиннесса как самый маленький и лёгкий в мире диктофон.
2010 год — центр по рациональному использованию водных ресурсов «Marine Institute» (Канада) договорился о поставке аудио-видео рекордеров «mAVR H.264S» для участия в новом проекте по изучению поведения рыб и других представителей подводного мира. В том же году диктофон «Edic-mini Tiny A45» получил бронзовую медаль на выставке изобретений «Архимед 2010».
2017 год — миниатюрный диктофон «Edic-mini Tiny+ B70» стал самым маленьким диктофоном с мире по версии Книги Рекордов Гиннесса.
2019 год — выпущен миниатюрный диктофон «Edic-mini A113», ставший на 40 % меньше своего предшественника «Edic-mini Tiny+ B70».